# 2022년 월드 게임
2022년 월드 게임(World Games 2022, XI World Games)은 2022년 7월 7일부터 7월 17일까지 미국 앨라배마주 버밍햄에서 열릴 예정인 월드 게임이다. 원래는 2021년 7월 15일부터 7월 25일까지 열릴 예정이었으나 2020년 도쿄 하계 올림픽이 코로나19 범유행의 여파로 인하여 2021년 7월로 연기되면서 해당 대회의 개최 시기 또한 1년 정도 연기되었다.

## 유치 과정
3개 도시가 2021년 월드 게임 유치에 관심이 있다고 밝혔다.
- 페루 리마
- 러시아 우파
- 미국 버밍햄

2015년 1월 22일 국제 월드 게임 협회는 스위스 로잔에서 열린 총회에서 미국 버밍햄을 2021년 월드 게임 개최 도시로 선정했다.